# Бреньково
Бре́ньково (рос. Бреньково) — присілок у складі Підосиновського району Кіровської області, Росія. Входить до складу Яхреньзького сільського поселення.
Населення становить 17 осіб (2010, 20 у 2002).
Національний склад станом на 2002 рік — росіяни 100 %.